# Леа Масари
Леа Масари (на италиански: Lea Massari) е италианска актриса.

## Биография
Рожденото ѝ име е Анна Мария Масетани. Променя името си на Леа Масари, когато е на 22 години, след смъртта на годеника си Лео. Следва архитектура в Швейцария.
Масари става известна в арт киното с двете си роли – изчезналото момиче Анна в „Приключението“ (1960) на Микеланджело Антониони и Клара, майката на 14-годишно момче на име Лорън (Беноа Ферьо) в „Сърдечен смут“ (1971) на Луи Мал.
Работила е както в италианско, така и във френското кино. Нейната кариера включва дебюта на Серджо Леоне „Родоският колос“ (1961) и международните търговски филми като „Нещата от живота“ (1970) на Клод Соте.
Член е на журито на филмовия фестивал в Кан през 1975 година.
Печели наградата „Сребърна лента“ за най-добра актриса за ролята си в „Христос се спря в Еболи“ (1979) на Франческо Рози.

## Избрана филмография
| Година | Филм                 | Оригинално заглавие      | Роля           | Режисьор               |
| ------ | -------------------- | ------------------------ | -------------- | ---------------------- |
| 1960   | Приключението        | L'avventura              | Анна           | Микеланджело Антониони |
| 1961   | Труден живот         | Una vita difficile       | Елена Павинато | Дино Ризи              |
| 1970   | Нещата от живота     | Les Choses de la vie     | Катрин Берар   | Клод Соте              |
| 1971   | Сърдечен смут        | Le souffle au cœur       | Клара Шевалие  | Луи Мал                |
| 1972   | Първата спокойна нощ | La prima notte di quiete | Моника         | Валерио Дзурлини       |